# لباس شخصی (فیلم)
لباس شخصی فیلمی به کارگردانی و نویسندگی امیرعباس ربیعی و تهیه‌کنندگی حبیب والی‌نژاد محصول سال ۱۳۹۸ است. موضوع این فیلم عملکرد حزب توده ایران در سال‌های ابتدایی انقلاب ۱۳۵۷ ایران است و در آن شخصیت‌هایی چون نورالدین کیانوری و احسان طبری به تصویر کشیده شده‌اند.
این فیلم در بخش نگاه نو سی و هشتمین دوره جشنواره فیلم فجر ۱۳۹۸ حضور داشت ، و محصول سازمان هنری رسانه‌ای اوج  است.نشانواره ی این فیلم توسط خانه طراحان انقلاب اسلامی طراحی شده است .

## بازیگران
- مهدی نصرتی ( در نقش یاسر)،
- توماج دانش بهزادی (در نقش حنیف فرمانده سپاه)،
- کیوان محمود نژاد ( در نقش مهدی پرتوی رئیس سازمان مخفی حزب توده)،
- مجید پتکی، میلاد افواج، عماد درویشی، مهیار شاپوری، احمد لشینی، شهاب بهرامی، روزبه رئوفی، نجلا نظریان و ماه‌منیر بیطاری از بازیگران این فیلم هستند.[۲][۳][۴][۵]

## عوامل دیگر
نویسنده و کارگردان: امیرعباس ربیعی، تهیه‌کننده: حبیب والی نژاد، مدیر فیلمبرداری: هاشم مرادی، مدیر صدابرداری: امیر عاشق حسینی، مدیر برنامه‌ریزی: بهمن حسینی، تدوین: مهدی سعدی، مدیر تولید: منصور غضنفری، دستیار کارگردان: مهدی سلیمانی، منشی صحنه: سارا عبداللهی، طراح صحنه و لباس: محمدرضا شجاعی، طراح چهره‌پردازی: محسن دارسنج، جلوه‌های ویژه بصری: جواد مطوری، بدلکار: کیوان رضایی دستیار تولید: افشین رئوفی، جلوه‌های ویژه میدانی: ایمان کرمیان، عکاس: معین باقری، مدیر تدارکات: بهرام دانایی، مشاور رسانه‌ای: مصطفی بیات.

## خلاصه داستان
یاسر ۲۸ ساله، جذب سپاه می شود و در جریان بمباران تهران، فرزندش را از دست می دهد. او می خواهد رد خیانت را در یکی از گروهک های غیر انقلابی پیدا کند.